# Mikkel Flagstad
Michael „Mikkel“ Flagstad (* 23. April 1930 in Oslo; † 29. Juni 2005) war ein norwegischer (Tenor)saxophonist und Klarinettist des Modern Jazz.

## Leben und Wirken
Flagstad debütierte fünfzehnjährig mit dem Orchester von Tage Wilford. Er arbeitete kurze Zeit mit Hans Backes und mit dem Trompeter Kjell Johansen und tourte 1948 mit Per Asplin und Karl Otto Hoff. Als einer der ersten norwegischen Bebopper leitete er von 1949 bis 1952 die eigene Be Bop Band.
1951 spielte er in Egil Monn-Iversens Orchester und arbeitete mit der Experimentalband von Ragnar Robertsen und Kjell Johansen. Von 1952 bis 1954 arbeitete er in Schweden: Er hatte ein Engagement bei Simon Brehm in Schweden; daneben trat er auch mit Rolf Ericson auf und gab Konzerte mit einem eigenen Quartett.
1954 kehrte er aus gesundheitlichen Gründen nach Norwegen zurück. Dort arbeitete er mit der Norsk Jazzelite und Kjell Johansen Rundfunkorchester; im Humlen Restaurant trat er unter Alf Søgaard (1955–1957) und Åge Kjelstrup (1957–1958) auf. Hier traf er auf Karin Krog, die Ende der 1950er Jahre häufig mit seinem Quartett auftrat. 1958 arbeitete er auch mit Rowland Greenberg.
Von 1959 bis 1962 war er Mitglied von Kjell Karlsens Band; daneben gab er Konzerte mit einem eigenen Quintett, dem Atle Hammer, Kjell Karlsen, Erik Amundsen und Ole Jacob Hansen angehörten. Bis 1964 zog er sich wegen einer Lungentuberkulose weitgehend aus dem aktiven Musikgeschäft zurück. Danach trat er sporadisch u. a. mit Kjell Karlsen (1965–66) und Bent Sølve sowie zwischen 1967 und 1970 mit eigenen Quartett- bzw. Quintettformationen auf. Nach einem Schlaganfall 1990 lebte er in einem Pflegeheim.
1960 wurde Flagstad der Buddyprisen des Norsk jazzforum verliehen. 2001 wurde ihm in der Reihe Portrait of a Norwegian Jazz Artist ein Doppelalbum mit Aufnahmen aus den Jahren 1957 bis 1959 gewidmet.